# Dvärgnavling
Dvärgnavling (Delicatula integrella) är en svampart som först beskrevs av Christiaan Hendrik Persoon, och fick sitt nu gällande namn av Victor Fayod 1889. Enligt Catalogue of Life ingår Dvärgnavling i släktet Delicatula,  och familjen Tricholomataceae, men enligt Dyntaxa är tillhörigheten istället släktet Delicatula,  och familjen Porotheleaceae. Arten är reproducerande i Sverige. Inga underarter finns listade i Catalogue of Life.

## Källor

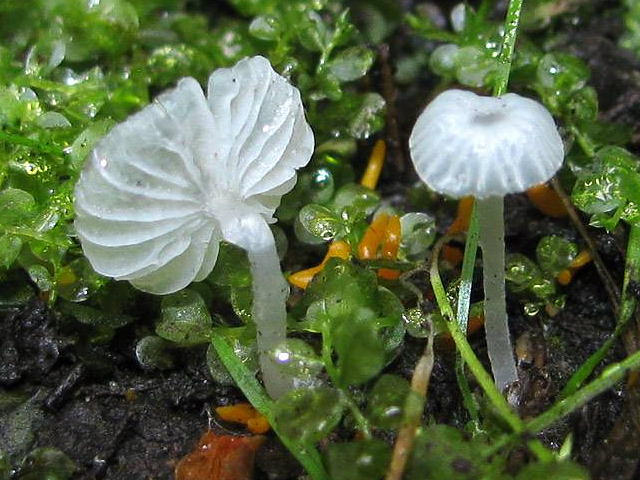
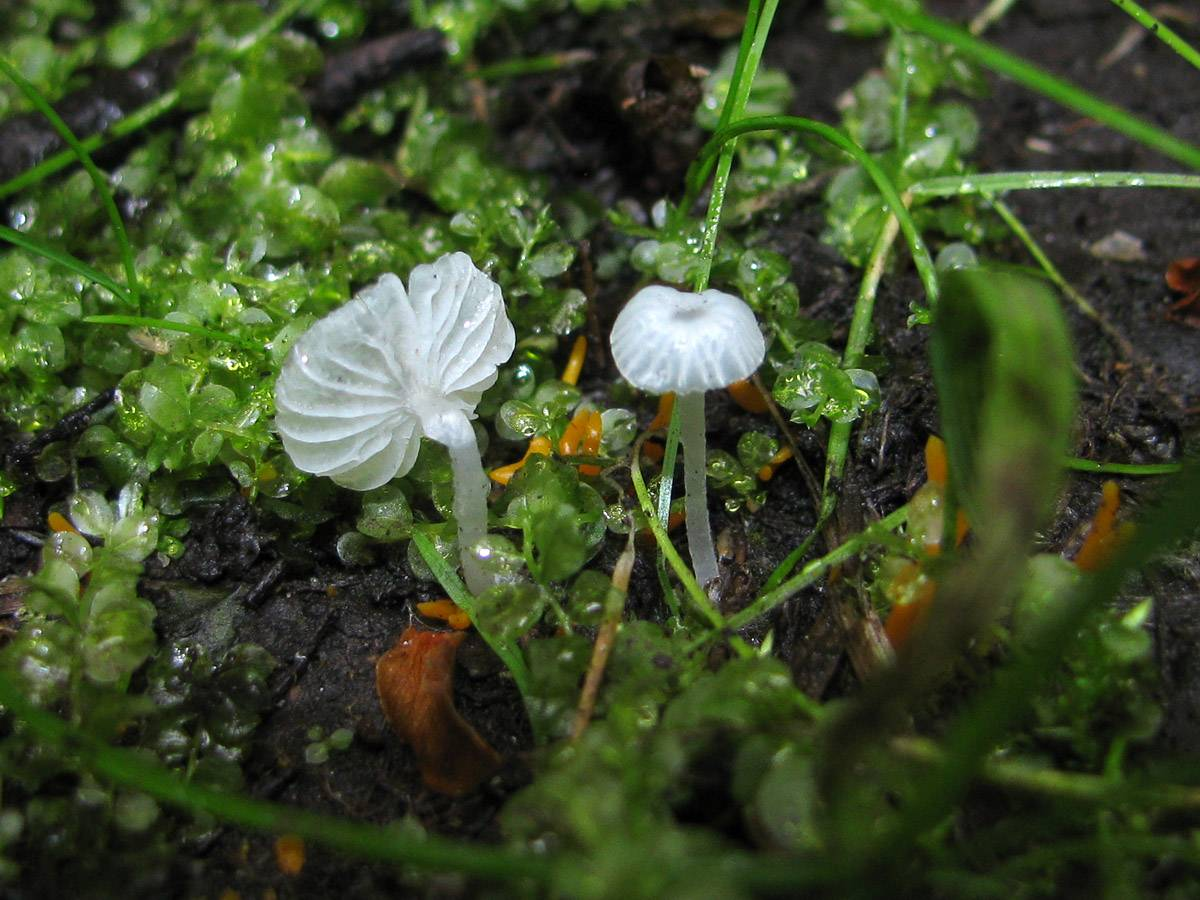